# Agnesia (Plantae)
Agnesia, rod bambusa smješten u podtribus Olyrinae. Postoji sedam priznatih vrsta, sve iz Južne Amerike.

## Vrste
1. Agnesia amapana (Soderstr. & Zuloaga) J.R.Grande
2. Agnesia bahiensis (R.P.Oliveira & Longhi-Wagner) J.R.Grande
3. Agnesia ciliatifolia (Raddi) J.R.Grande
4. Agnesia jubata (J.R.Grande) J.R.Grande
5. Agnesia juruana (Mez) J.R.Grande
6. Agnesia lancifolia (Mez) Zuloaga & Judz.
7. Agnesia loretensis (Mez) J.R.Grande